# Калахарийская платформа
Калахарийская платформа — древняя протоплатформа, в состав которой входят эократоны Каапваальский и Зимбабве, разделяющий их пояс Лимпопо. Возраст платформы более 3,2 млрд лет. Платформа занимает территорию современной Ботсваны, частично Зимбабве, ЮАР и Намибии.
Название этой платформы было дано Т. Клифордом в 1970 году
Площадь примерно 1,5 млн км². Платформу Калахари иногда называют Южно-Африканской. В протерозое она вошла в состав Африканской платформы.